# Best of Volume I
Best of Volume I é uma compilação dos melhores êxitos da banda Van Halen, lançado a 22 de Outubro de 1996. Contém duas faixas inéditas, "Can't Get This Stuff No More" e "Me Wise Magic", cantadas pelo vocalista original do grupo, David Lee Roth, que participou de uma breve reunião com o Van Halen na época, após a saída do vocalista Sammy Hagar.
| Críticas profissionais                                                      | Críticas profissionais |
| Avaliações da crítica                                                       | Avaliações da crítica  |
| Fonte                                                                       | Avaliação              |
| --------------------------------------------------------------------------- | ---------------------- |
| allmusic                                                                    | [ 1 ]                  |
| Rolling Stone                                                               | [ 2 ]                  |
| Esta tabela precisa de ser acompanhada por texto em prosa. Consulte o guia. |                        |

## Faixas
Em parênteses o álbum original da canção.
| N.º | Título                                                   | Duração |  |
| 1.  | "Eruption" (Van Halen)                                   | 1:43    |  |
| 2.  | "Ain't Talkin' 'Bout Love" (Van Halen)                   | 3:50    |  |
| 3.  | "Runnin' With the Devil" (Van Halen)                     | 3:36    |  |
| 4.  | "Dance the Night Away" (Van Halen II)                    | 3:04    |  |
| 5.  | "And the Cradle Will Rock..." (Women and Children First) | 3:34    |  |
| 6.  | "Unchained" (Fair Warning)                               | 3:29    |  |
| 7.  | "Jump" (1984)                                            | 4:04    |  |
| 8.  | "Panama" (1984)                                          | 3:31    |  |
| 9.  | "Why Can't This Be Love" (5150)                          | 3:45    |  |
| 10. | "Dreams" (5150)                                          | 4:54    |  |
| 11. | "When It's Love" (OU812)                                 | 5:36    |  |
| 12. | "Poundcake" (F.U.C.K.)                                   | 5:22    |  |
| 13. | "Right Now" (F.U.C.K.)                                   | 5:21    |  |
| 14. | "Can't Stop Lovin' You" (Balance)                        | 4:08    |  |
| 15. | "Humans Being" (banda sonora de Twister)                 | 5:10    |  |
| 16. | "Can't Get This Stuff No More" (Faixa nova)              | 5:14    |  |
| 17. | "Me Wise Magic" (Faixa nova)                             | 6:05    |  |

## Charts

### Album
Billboard (América do Norte)
| Ano  | Chart         | Posição |
| ---- | ------------- | ------- |
| 1996 | Billboard 200 | 1       |

### Singles
Billboard (América do Norte)
| Ano  | Single                         | Chart                  | Posição |
| ---- | ------------------------------ | ---------------------- | ------- |
| 1996 | "Humans Being"                 | Mainstream Rock Tracks | 1       |
| 1996 | "Me Wise Magic"                | Mainstream Rock Tracks | 1       |
| 1997 | "Can't Get This Stuff No More" | Mainstream Rock Tracks | 12      |

## Certificações
| País         | Organização  | Vendas                 |
| ------------ | ------------ | ---------------------- |
| U.S.         | RIAA         | 3x Platina (3.000.000) |
| Canadá       | Music Canada | 3x Platina (300.000)   |
| Grã-Bretanha | BPI          | Prata (60.000)         |